# 18-см коротка гармата М80 (Австро-Угорщина)
18-см коротка гармата М80 (нім. 18 cm kurze Kanone M 80) була важкою гаубицею, що відносилась до облогової артилерії Збройних сил Австро-Угорщини. Використовувалась в час Першої світової війни.

## Історія
Призначалась для заміни облогових гармат М.61, маючи більшу дальність і потужність. Були прийняті на озброєння разом з 12-см гарматою М.80 і 15-см гарматою М.80. Бронзове дуло вагою 2300 кг і довжиною 2220 мм з клиноподібним затвором встановлювали на двоколісний залізний лафет з М.61, що не мав жодних противідкатних пристроїв. Під колеса встановлювали дерев'яні клини, що забезпечували його повернення у попереднє положення. Наведення по вертикалі здійснювалось гвинтом під казенною частиною дула. Для стрільби на позиції будували дерев'яний поміст. М.80 мали обмежену рухливість згідно з тактикою ХІХ ст. Для перевезення дуло знімали з лафету.
На період Першої світової війни М.80 була застарілою зброєю, нездатною вразити модерні фортифікації. Спочатку використовувались в укріплених фортифікаціях Перемишля, Кракова, потім як польова артилерія.